# 国际主义劳动者全国协议会
国际主义劳动者全国协议会（日语：国際主義労働者全国協議会）是日本的一个托洛茨基主义组织。该组织成立于1991年，由第四国际日本支部全国协议会改组而来。该组织将争取“环境社会主义”作为目标之一。该组织的机关刊物是《劳动者之力》。该组织曾是第四国际的同情组织。
2020年春，该组织与日本革命的共产主义者同盟组成政党联盟性质的“第四国际日本协议会”；不久，“第四国际日本协议会”被第四国际承认为新的第四国际日本支部。